# Sigrid van Aken
Pour les articles homonymes, voir Van Aken.
Sigrid van Aken (née le 1er mars 1970 à Amsterdam) est la Présidente-Directrice Générale du Postcode lottery group, une organisation internationale reconnue comme étant le troisième plus grand donateur caritatif privé au monde, après la Fondation Bill & Melinda Gates et le Wellcome Trust. Le Postcode Lottery Group a déjà collecté 15 milliards d’euros pour des bonnes causes.

## Jeunesse et parcours professionnel
Diplômée en langue et littérature françaises de l'Université d'Amsterdam (University of Utrecht), Sigrid van Aken a commencé sa carrière en 1994 à la Rabobank à Paris. En 1998, elle a rejoint KPMG Consulting.
En 2002, Sigrid van Aken intègre VriendenLoterij & Nationale Postcode Loterij, des loteries de Novamedia / Postcode Lottery Group.
En 2009, elle suit un programme de leadership à l'International Institute for Management Development (IMD) à Lausanne, en Suisse.
Après avoir occupé divers postes de direction au sein de Postcode Lottery Group au cours de deux décennies – dont celui de membre du conseil exécutif / Directrice des opérations dès 2013 –, elle est nommée Présidente-Directrice Générale du groupe en 2020, succédant à Boudewijn Poelmann.
Outre ses responsabilités au sein de l'entreprise, Sigrid van Aken a siégé au conseil de surveillance de la société de transport public d'Amsterdam GVB de 2013 à 2021. 

## En tant que Présidente-Directrice Générale (PDG)
Sigrid van Aken est responsable de toutes les entités et les opérations de Postcode Lottery dans cinq pays : les Pays-Bas (1989), la Suède (2005), la Grande-Bretagne (2005), l'Allemagne (2016), la Norvège (2018) - ces dernières étant collectivement connues sous le nom de Postcode Lottery Group. En 2024, le groupe a annoncé la création de Postcode Lottery Foundation au Canada.
L'année suivant sa nomination en tant que PDG, Sigrid van Aken est invitée à prendre la parole lors du prestigieux Prinsjesdagontbijt, organisé le jour du Prinsjesdag, marquant l'ouverture de l'année parlementaire néerlandaise.
Depuis sa création, Postcode Lottery Group a levé plus de 13,5 milliards d'euros pour soutenir des milliers d'initiatives caritatives, tant au niveau local qu'international. Selon l'Associated Press, en 2023, le groupe figurait parmi les plus grands donateurs privés à l'Ukraine, contribuant à hauteur de 155,2 millions d'euros (165,9 millions de dollars) aux organisations humanitaires et de défense des droits de l'homme opérant en Ukraine ou venant en aide aux réfugiés. La branche néerlandaise a, quant à elle, fait don de 100,6 millions d'euros (113,3 millions de dollars).

## Prix et distinctions
Sigrid van Aken a été classée à plusieurs reprises dans le top 100 de la publication néerlandaise Opzij comme la femme la plus influente dans la catégorie des organisations caritatives.
En 2020, elle figurait à la 59e place du Top 200 du Volkskrant, la liste des Néerlandais les plus influents.

## Vie personnelle
Sigrid van Aken vit à Amsterdam avec sa famille.